# Flesch Ármin (orvos)
Flesch Ármin (Aszaló, 1878. május 17. – Budapest, 1953. március 22.) orvos, gyermekgyógyász, az orvostudományok kandidátusa.

## Élete
Flesch Pinkász és Fried Rézi fia. Tanulmányait a Budapesti Tudományegyetem orvosi karán kezdte. 1902-ben nyerte el oklevelét. Ugyanebben az évben a Stefánia Gyermekkórházban indult el gyermekorvosi pályafutása. A korszak ismert magyar gyermekorvosának, ifj. Bókay Jánosnak egyik legközvetlenebb munkatársaként dolgozott a Gyermekklinikán és a vele kapcsolatos Gyermekkórházban. Ismereteinek bővítése érdekében igyekezett megismerni kora legnevesebb gyermekgyógyászati intézményeit. 1907-ben külföldi tanulmányutat tett, a csecsemőtáplálás és a táplálkozási zavarok kutatásának területén úttörő munkát végző Czerny és Finkelstein intézetében. Miután hazatért folytatta klinikai munkáját és 1912-ben I. tanársegédi beosztást nyert, 1913-ban egyetemi magántanárrá habilitálták a Csecsemők betegségeinek kór-és gyógytanából. 1916-ban az Állami Gyermekmenhely budapesti intézetében főorvossá nevezték ki. 1926-ig maradt itt, míg a fővárosban létesítendő önálló gyermekkórház főorvosaként megbízták a felszerelési és berendezési munkák ellenőrzésével. Az új kórház (Madarász utcai Csecsemő-és Gyermekkórház) megnyitására pénzügyi nehézségek miatt csak 1929 végén került sor. Ettől az időtől kezdve 1943. december 31-ig volt a kórház igazgatója és a csecsemő- és gyermek-belgyógyászati osztály főorvosa. A faji törvények életbelépésével nyugdíjazták. A háborút követően, amint megviselt egészségi állapota megengedte, folytatta a gyermekorvosi munkát. A Madarász utcai Kórházba nem térhetett vissza, mert ez a háború során megrongálódott és helyreállítása csak 1947-ben fejeződött be. Még ebben az évben ő vezette a New York-i nemzetközi gyermekgyógyász kongresszuson részt vevő magyar orvos küldöttséget. 
Sok évtizedes gyermekorvosi tapasztalatait mint a Péterfy Sándor utcai Rendelőintézet főorvosa állította a fővárosi gyermekegészségügy szolgálatába. Ebben a beosztásban is módot talált a fiatalabb orvosok tanítására, szakmai ismereteik gyarapítására, orvosi gondolkodásuk fejlesztésére. Egyetemi rendkívüli tanári és kandidátusi címmel, majd „Érdemes orvos” kitüntetéssel ismerték el munkáját. A Gyermekgyógyász Szakcsoport elnöki tisztségét is betöltötte.
Házastársa Adler Marianna volt, akivel 1913. október 14-én Budapesten, a Terézvárosban kötött házasságot.

## Emlékezete

### Flesch Ármin-díj
Flesch Ármin unokája, Frank Tibor által alapított díj. A díjban részesülhet - életkorától függetlenül - az a közkórházi vagy egyetemi klinikai alkalmazásban álló gyermekorvos, aki kimagasló napi gyógyító munkája mellett nemzetközi szinten is figyelmet érdemlő, kiemelkedő tanulmányokban is testet öltő tudományos tevékenységet folytat a legszélesebb értelemben vett gyermekorvoslás bármely területén, és különösen sokat tesz a szegényekért és az elesettekért.

### Flesch Ármin köz
A XIII. kerületben közterület viseli a nevét.

## Művei
- Anämien in Kindesalter (Berlin, 1909)
- A gyermekorvoslás tankönyve (4. kiadás, Budapest, 1925)

## Díjai
- Érdemes orvos